# 사샤 기트리
사샤 기트리(Alexandre-Georges-Pierre Guitry, 1885년 2월 21일 ~ 1957년 7월 24일)는 프랑스의 각본가, 극작가, 영화 감독, 무대 연출가, 리브레토 작가, 연극 배우, 영화배우, 저자이다.

## 도서
- Deburau, a Comedy

## 영화
- 《독》 (1951)
- 천국에서의 범죄 (2000년)
- 보마르셰 (1996, Beaumarchais, l'insolent)
- 세 개가 한쌍입니다 (1957년)
- 파리에 대해 말하자면 (1956년)
- 살인자와 도둑 (1956년)
- 나폴레옹 (1955년)
- 만일 베르사유에서 내게 이야기했더라면 (1954년)
- 두 비둘기 (1949년)
- 절름발이 악마 (1948년)
- 나의 마지막 정부 (1943년)
- 럭키 파트너 (1940년)
- 아홉 명의 총각 (1939년)
- 샹젤리제 (1938년)
- 욕망 (1937년)
- 진주 왕관 (1937년)
- 아버지가 옳았어 (1936년)
- 새 유언장 (1936년)
- 꿈을 꾸다 (1936년) - 라만트 역
- 어느 사기꾼의 이야기 (1936년)